# Harry Liedtke
Harry Liedtke (ur. 12 października 1882 w Królewcu, zm. 28 kwietnia 1945 w Bad Saarow) – niemiecki aktor teatralny i filmowy. Wystąpił w licznych niemych filmach Ernsta Lubitscha.

## Wybrana filmografia
- 1918: Carmen
- 1918: Oczy mumii Ma
- 1919: Madame Dubarry
- 1920: Sumurun